# Бейсбол на летней Универсиаде 1993
В 1993 году турнир по бейсболу на Универсиаде проводился впервые.

## Результаты
| Место | Страна           |
| ----- | ---------------- |
| 1     | Куба             |
| 2     | Республика Корея |
| 3     | Канада           |
| 4     | Япония           |
| 5     | США              |
| 6     | Китайский Тайбэй |
| 7     | Италия           |